# 달콤한 비밀
《달콤한 비밀》 (영어 : Love & Secret)은 2014년 11월 11일부터 2015년 4월 3일까지 방영된 한국방송공사 2TV 일일연속극이다.

## 기획의도
밝고 당당한 미혼모가 일과 사랑, 그리고 아이를 지키기 위해 고군분투하는 이야기를 통해 진정한 가족과 사랑을 만들어가는 가족극

## 등장인물

### 주요 인물
- 신소율 : 한아름 역 - 이 드라마의 여주인공. 위너스 그룹 패션 디자이너, 판석과 명화의 딸, 티파니의 엄마
- 김흥수 : 천성운 역 - 이 드라마의 남주인공. 위너스 그룹 본부장, 아름의 연인 → 남편
- 양진우 : 필립 최 역 - 이 드라마의 서브 남주인공이자 前 메인 빌런. M&A 전문가, 아름의 과거 연인, 티파니의 아빠
- 연민지[1] : 고윤이 역 - 이 드라마의 서브 여주인공이자 前 서브 악녀. 위너스 그룹 고문변호사, 성운의 전 약혼녀 (73회 하차, 102회 재등장)

### 한아름의 가족
- 정동환 : 한판석 역 - 명화의 남편, 아름의 아버지
- 김혜옥 : 오명화 역 - 판석의 아내, 아름의 엄마
- 손승원 : 한진우 역 - 판석과 명화의 아들, 아름의 남동생
- 박준면 : 오선화 역 - 명화의 여동생, 아름의 이모
- 최승경 : 권영수 역 - 선화의 남편, 아름의 이모부
- 양한열 : 권혁민 역 - 선화와 영수의 아들, 아름의 사촌 동생

### 천성운의 가족
- 김응수 : 천도형 역 - 위너스 그룹 회장, 성운의 아버지
- 황인영 : 이수아 역 - 이 드라마의 메인 악녀. 도형의 후처
- 허진 : 이해방 역 - 수아의 어머니, 해방둥이
- 조현도 : 천성호 역 - 도형과 수아의 아들

### 필립의 가족
- 신귀식 : 필립의 아버지 역
- 서영 : 이수지 역 - 필립의 전 부인

### 김성철의 가족
- 임백천 : 김성철 역 - 판석의 친구, 해방의 연인
- 한수진 : 김유진 역 - 성철의 딸
- 이승형 : 철구 역 - 유진의 남자친구

### 그 외 인물
- 조현식 : 장비서 역 - 위너스 그룹 비서
- 유희도 : 우상준 역 - 위너스 그룹의 디자인실 막내 사원
- 정다운 : 손지우 역 - 아름의 절친
- 허정도 : 루이스 역 - 위너스 그룹 디자인 팀장
- 소희정 : 민 간호사 역
- 손세빈 : 허안나 역
- 한기중 : 박이사 역
- 장희웅 : 재키 역
- 김미라 : 오 변호사 아내 역
- 손건우 : 의사 역
- 변주현 : 사체업자 역
- 하동준 : 로이킴 역
- 전유경
- 남민호
- 설창희
- 하수호
- 이윤상
- 민준현
- 인성호
- 한영광
- 정동규
- 조광유
- 한여울
- 전헌태
- 정호
- 서보익
- 송경화
- 권빈
- 정수인

## 시청률
최저 시청률과 최고 시청률은 시청률 조사회사와 지역별로 시청률에 차이가 있을 수 있습니다.
| 2014년      | 2014년      | 2014년          | 2014년        | 2014년          | 2014년        |
| 회차        | 방송일      | TNmS 시청률     | TNmS 시청률   | AGB 시청률      | AGB 시청률    |
| 회차        | 방송일      | 대한민국 (전국) | 서울 (수도권) | 대한민국 (전국) | 서울 (수도권) |
| ----------- | ----------- | --------------- | ------------- | --------------- | ------------- |
| 제1회       | 11월 11일   | 14.6%           | 14.4%         | 14.5%           | 15.4%         |
| 제2회       | 11월 12일   | 18.1%           | 16.8%         | 17.3%           | 17.6%         |
| 제3회       | 11월 13일   | 16.0%           | 15.3%         | 16.4%           | 17.3%         |
| 제4회       | 11월 14일   | 18.2%           | 18.3%         | 18.6%           | 19.3%         |
| 제5회       | 11월 17일   | 16.8%           | 17.0%         | 15.4%           | 15.4%         |
| 제6회       | 11월 18일   | 17.4%           | 17.1%         | 17.7%           | 17.8%         |
| 제7회       | 11월 19일   | 17.4%           | 17.0%         | 16.8%           | 17.6%         |
| 제8회       | 11월 20일   | 17.7%           | 16.7%         | 17.2%           | 18.1%         |
| 제9회       | 11월 24일   | 16.8%           | 16.2%         | 16.9%           | 18.1%         |
| 제10회      | 11월 25일   | 18.2%           | 16.8%         | 17.7%           | 17.7%         |
| 제11회      | 11월 26일   | 17.5%           | 16.1%         | 17.3%           | 17.8%         |
| 제12회      | 11월 27일   | 17.5%           | 16.4%         | 16.7%           | 16.8%         |
| 제13회      | 11월 28일   | 18.2%           | 17.9%         | 18.6%           | 18.9%         |
| 제14회      | 12월 1일    | 17.2%           | 16.8%         | 17.7%           | 18.1%         |
| 제15회      | 12월 2일    | 18.6%           | 17.7%         | 18.1%           | 18.6%         |
| 제16회      | 12월 3일    | 19.5%           | 19.4%         | 19.2%           | 19.7%         |
| 제17회      | 12월 4일    | 18.0%           | 16.8%         | 17.6%           | 17.3%         |
| 제18회      | 12월 5일    | 19.1%           | 18.3%         | 18.7%           | 19.7%         |
| 제19회      | 12월 8일    | 19.1%           | 18.3%         | 18.7%           | 19.7%         |
| 제20회      | 12월 9일    | 18.5%           | 18.6%         | 18.0%           | 19.3%         |
| 제21회      | 12월 10일   | 19.4%           | 18.8%         | 18.5%           | 18.2%         |
| 제22회      | 12월 11일   | 19.5%           | 20.1%         | 18.7%           | 19.2%         |
| 제23회      | 12월 12일   | 16.6%           | 15.4%         | 18.1%           | 19.2%         |
| 제24회      | 12월 15일   | 17.5%           | 16.8%         | 18.2%           | 19.8%         |
| 제25회      | 12월 16일   | 17.8%           | 17.7%         | 17.3%           | 17.6%         |
| 제26회      | 12월 17일   | 19.4%           | 19.0%         | 18.7%           | 18.8%         |
| 제27회      | 12월 18일   | 17.8%           | 17.1%         | 19.2%           | 19.7%         |
| 제28회      | 12월 19일   | 17.8%           | 17.8%         | 16.7%           | 17.6%         |
| 제29회      | 12월 22일   | 19.2%           | 18.0%         | 19.2%           | 19.0%         |
| 제30회      | 12월 23일   | 18.8%           | 18.5%         | 16.9%           | 16.7%         |
| 제31회      | 12월 24일   | 16.9%           | 16.1%         | 18.0%           | 18.3%         |
| 제32회      | 12월 25일   | 20.0%           | 18.3%         | 20.3%           | 21.1%         |
| 제33회      | 12월 26일   | 19.6%           | 19.7%         | 19.6%           | 19.5%         |
| 제34회      | 12월 29일   | 19.9%           | 20.5%         | 19.8%           | 19.9%         |
| 제35회      | 12월 30일   | 19.4%           | 19.1%         | 19.0%           | 19.1%         |
| 제36회      | 12월 31일   | 18.7%           | 19.5%         | 18.2%           | 17.8%         |
| 2015년      |             |                 |               |                 |               |
| 제37회      | 1월 1일     | 21.2%           | 21.3%         | 20.8%           | 20.2%         |
| 제38회      | 1월 2일     | 18.9%           | 19.1%         | 17.9%           | 17.5%         |
| 제39회      | 1월 5일     | 19.6%           | 20.0%         | 20.4%           | 21.0%         |
| 제40회      | 1월 6일     | 20.7%           | 20.8%         | 20.0%           | 19.9%         |
| 제41회      | 1월 7일     | 18.3%           | 17.0%         | 17.6%           | 17.2%         |
| 제42회      | 1월 8일     | 18.9%           | 19.2%         | 20.1%           | 21.1%         |
| 제43회      | 1월 9일     | 19.2%           | 18.6%         | 19.3%           | 19.6%         |
| 제44회      | 1월 12일    | 18.1%           | 17.1%         | 18.8%           | 19.6%         |
| 제45회      | 1월 13일    | 18.0%           | 17.4%         | 18.4%           | 18.8%         |
| 제46회      | 1월 14일    | 19.6%           | 18.6%         | 19.5%           | 19.9%         |
| 제47회      | 1월 15일    | 20.2%           | 19.4%         | 18.7%           | 19.6%         |
| 제48회      | 1월 16일    | 18.2%           | 18.7%         | 18.3%           | 18.4%         |
| 제49회      | 1월 19일    | 19.6%           | 19.2%         | 19.2%           | 19.6%         |
| 제50회      | 1월 20일    | 18.5%           | 17.9%         | 18.6%           | 18.9%         |
| 제51회      | 1월 21일    | 18.6%           | 17.5%         | 18.8%           | 18.3%         |
| 제52회      | 1월 22일    | 19.0%           | 17.9%         | 18.6%           | 18.9%         |
| 제53회      | 1월 23일    | 17.2%           | 16.3%         | 16.9%           | 17.4%         |
| 제54회      | 1월 26일    | 16.6%           | 16.4%         | 16.9%           | 16.5%         |
| 제55회      | 1월 27일    | 19.9%           | 18.2%         | 19.4%           | 19.5%         |
| 제56회      | 1월 28일    | 19.5%           | 18.5%         | 17.7%           | 17.2%         |
| 제57회      | 1월 29일    | 19.4%           | 18.0%         | 18.3%           | 18.9%         |
| 제58회      | 1월 30일    | 18.3%           | 17.4%         | 17.1%           | 16.8%         |
| 제59회      | 2월 2일     | 20.2%           | 19.3%         | 20.1%           | 20.2%         |
| 제60회      | 2월 3일     | 20.7%           | 19.5%         | 19.1%           | 18.3%         |
| 제61회      | 2월 4일     | 18.3%           | 16.8%         | 18.2%           | 17.6%         |
| 제62회      | 2월 5일     | 18.8%           | 18.2%         | 17.0%           | 16.7%         |
| 제63회      | 2월 6일     | 16.3%           | 15.2%         | 15.2%           | 14.7%         |
| 제64회      | 2월 9일     | 19.4%           | 18.2%         | 17.2%           | 16.9%         |
| 제65회      | 2월 10일    | 20.0%           | 18.5%         | 17.7%           | 17.4%         |
| 제66회      | 2월 11일    | 18.6%           | 17.0%         | 16.1%           | 14.9%         |
| 제67회      | 2월 12일    | 19.1%           | 18.9%         | 18.1%           | 17.9%         |
| 제68회      | 2월 13일    | 18.1%           | 17.3%         | 16.8%           | 16.4%         |
| 제69회      | 2월 16일    | 19.4%           | 18.3%         | 19.7%           | 19.8%         |
| 제70회      | 2월 17일    | 18.0%           | 18.3%         | 18.2%           | 18.9%         |
| 제71회      | 2월 18일    | 15.6%           | 16.0%         | 14.9%           | 14.2%         |
| 제72회      | 2월 19일    | 14.5%           | 14.5%         | 12.6%           | 11.9%         |
| 제73회      | 2월 20일    | 15.9%           | 15.0%         | 14.7%           | 14.2%         |
| 제74회      | 2월 23일    | 19.1%           | 18.9%         | 18.2%           | 19.3%         |
| 제75회      | 2월 24일    | 20.2%           | 19.3%         | 19.8%           | 20.3%         |
| 제76회      | 2월 25일    | 18.8%           | 16.2%         | 18.3%           | 17.8%         |
| 제77회      | 2월 26일    | 17.7%           | 16.0%         | 17.6%           | 18.3%         |
| 제78회      | 2월 27일    | 19.3%           | 19.2%         | 18.5%           | 19.6%         |
| 제79회      | 3월 2일     | 18.8%           | 18.4%         | 18.7%           | 19.8%         |
| 제80회      | 3월 3일     | 21.6%           | 21.0%         | 19.7%           | 20.6%         |
| 제81회      | 3월 4일     | 18.7%           | 16.6%         | 17.9%           | 17.4%         |
| 제82회      | 3월 5일     | 18.4%           | 17.7%         | 18.5%           | 18.3%         |
| 제83회      | 3월 6일     | 19.2%           | 18.5%         | 17.7%           | 18.5%         |
| 제84회      | 3월 9일     | 19.4%           | 18.7%         | 19.4%           | 19.7%         |
| 제85회      | 3월 10일    | 20.0%           | 19.7%         | 18.7%           | 18.5%         |
| 제86회      | 3월 11일    | 17.9%           | 16.6%         | 18.2%           | 18.2%         |
| 제87회      | 3월 12일    | 18.6%           | 17.4%         | 19.3%           | 20.0%         |
| 제88회      | 3월 13일    | 19.2%           | 17.6%         | 17.9%           | 17.7%         |
| 제89회      | 3월 16일    | 18.3%           | 17.5%         | 18.3%           | 18.1%         |
| 제90회      | 3월 17일    | 19.3%           | 18.7%         | 20.0%           | 19.8%         |
| 제91회      | 3월 18일    | 17.9%           | 17.1%         | 17.9%           | 17.3%         |
| 제92회      | 3월 19일    | 19.2%           | 19.2%         | 18.2%           | 17.8%         |
| 제93회      | 3월 20일    | 18.1%           | 17.9%         | 17.3%           | 17.1%         |
| 제94회      | 3월 23일    | 18.8%           | 17.8%         | 18.9%           | 19.1%         |
| 제95회      | 3월 24일    | 21.0%           | 18.9%         | 20.1%           | 20.5%         |
| 제96회      | 3월 25일    | 19.1%           | 17.4%         | 18.5%           | 18.4%         |
| 제97회      | 3월 26일    | 19.6%           | 19.3%         | 19.0%           | 19.0%         |
| 제98회      | 3월 30일    | 20.9%           | 17.6%         | 19.2%           | 19.4%         |
| 제99회      | 3월 31일    | 19.9%           | 17.7%         | 19.4%           | 19.0%         |
| 제100회     | 4월 1일     | 21.3%           | 18.8%         | 20.0%           | 19.4%         |
| 제101회     | 4월 2일     | 21.4%           | 19.6%         | 21.1%           | 21.6%         |
| 제102회     | 4월 3일     | 22.3%           | 21.5%         | 19.8%           | 19.5%         |
| 평균 시청률 | 평균 시청률 | 18.6%           | 17.9%         | 18.2%           | 18.3%         |

## 결방 사유 및 연장
- 2014년 11월 21일 : 제51회 대종상 영화제 편성으로 인해 결방.
- 2015년 3월 27일 : 대한민국 축구평가전 대한민국 VS 우즈베키스탄 중계방송으로 인해 결방.
- 달콤한 비밀 방영 분량이 100부작에서 2회 연장되어 102부작으로 변경 및 확정되었다.

## 수상
- 2014년 KBS 연기대상 일일극 부문 여자 우수 연기상 신소율

## 동시간대 경쟁작
- 고양이는 있다
- 당신만이 내사랑 (이상 KBS1)
- 소원을 말해봐
- 불굴의 차여사 (이상 MBC)
- 사랑만 할래
- 달려라 장미 (이상 SBS)

## 참고 사항
- 당초 남자 주인공 천성운 역에는 심지호가 발탁되었으나[4], 첫 방영을 한 달도 안 남긴 시점에서 김흥수로 교체되었다.
- 극 중 김성철 역을 맡았던 임백천은 해당 드라마를 통해 처음으로 정극 출연을 했다.[5]
- 극 중 이수아 역으로 출연한 황인영은 2014년 초 빚어진 소속사 분쟁 이후[6] 해당 드라마로 안방극장 복귀를 했다.
- 대본은 《열여덟 스물아홉》, 《반올림》을 집필한 김경희, 《불침번을 서라》를 집필한 정지은작가가 공동 집필했지만, 크리에이터로 '스튜디오.K'가 참여했고, 이현주님이 보조작가로 참여했다.